# Groupement hospitalier de territoire Nord Ouest Vexin Val-d'Oise
Le Groupement hospitalier de territoire Nord Ouest Vexin Val-d'Oise était un groupement hospitalier de territoire réunissant trois hôpitaux : le centre hospitalier René-Dubos (Pontoise), le groupe hospitalier Carnelle Portes de l'Oise (Beaumont-sur-Oise et Saint-Martin-du-Tertre) et le Groupement hospitalier intercommunal du Vexin (Magny-en-Vexin, Marines et Aincourt). Il a été remplacé le 1er janvier 2023 par l’Hôpital NOVO.